# Attila Vural

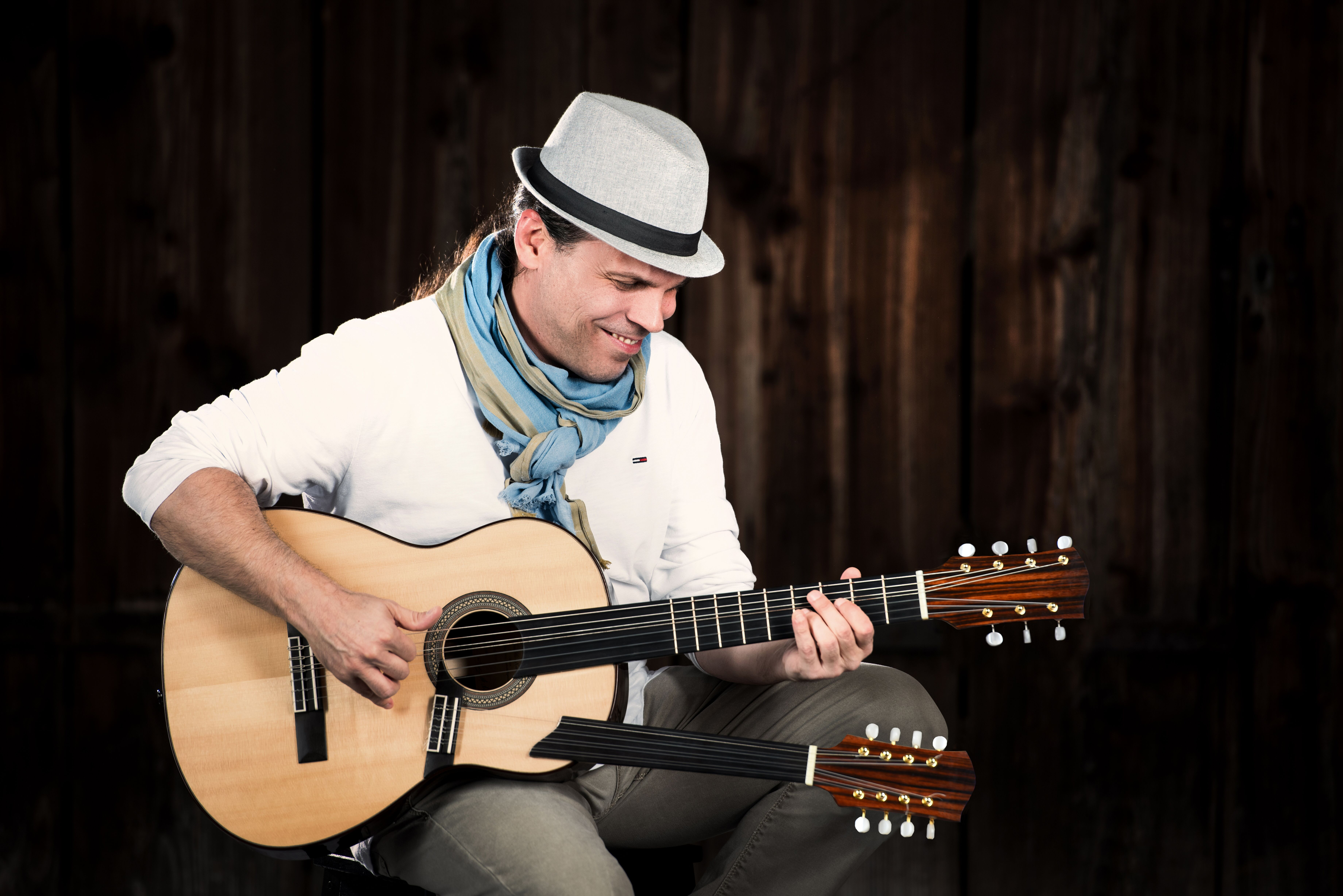
Attila Vural (2018)

Attila Vural (* 10. Mai 1972 in Zürich) ist ein Gitarrist aus Stäfa in der Schweiz.

## Biographie
Attila Vural startete seine Musikerkarriere mit 14 Jahren. Er spielte in verschiedenen Musikprojekten (z. B. Saf-Inütill, Approaches). Er studierte das Gitarrenspiel u. a. bei Claus Boesser-Ferrari. In seinem persönlichen Stil mischen sich südamerikanische Rhythmen, dem Jazz entlehnten Tonfolgen und Motive, sowie Pop-Melodien, welche er mit seiner perkussive Spielweise zu eigenen Klangwelten zusammenführt. Daneben erhielt Vural aber wichtige Impulse durch die experimentellen Variationen des Gitarristen Heitor Pereira. Dank der ausgefeilten Technik spielt er seine Alben ohne Loops oder Overdubs ein.
Angeregt durch Dominic Millers CD First Touch, widmete sich Attila Vural seit 1997 zunehmend und seit 2005 ausschliesslich der Solo-Gitarre, die er sowohl in 6-saitiger und 12-saitiger Version, als auch in einer 15-saitigen Spezialanfertigung in Form einer Kombination aus einer halb bundlosen klassischen Gitarre und einer bundlosen Ukulele. Aktuell spielt er auch auf einer Quart-Gitarre von Tacoma Guitars.
Im September 2010 gewann er den bekannten Lizard Lounge Open Mic Challenge in Cambridge, MA. Weiter machte er sich durch die regelmässigen Konzertberichte und in den Gitarrenfachmagazinen einen renommierten Namen. Unter anderem vertonte er als live Soundtrack, die Stummfilme «Der letzte Mann» und «Nosferatu» von Friedrich Murnau an der Musikfestwoche in Winterthur und am Neisse Film Festival in Görlitz (D). Zwischen 2020 und 2022 veröffentlichte er zwei Gary Moore Tribute Alben und spielte Ende 2022 Eigenkompositionen mit dem Zürcher Airport Orchestra.

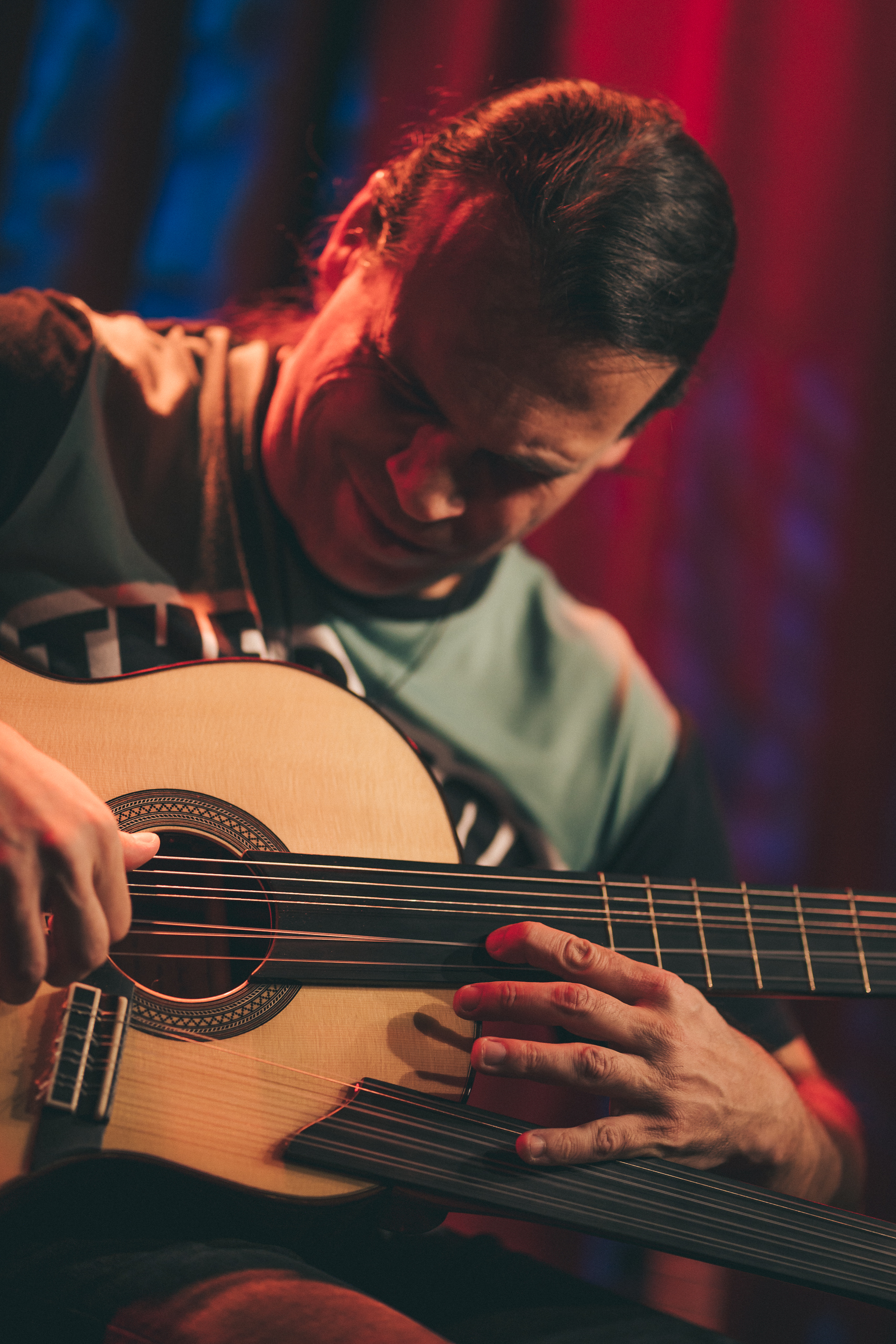

## Instrumente
Attila Vural arbeitet seit 2013 mit dem deutschen Gitarrenbauer Reiner Kallenbach zusammen. Aus dieser Zusammenarbeit entstanden bisher drei Instrumente mit sehr unterschiedlichen Charakteren:
Das älteste Modell ist eine 6-saitige Gitarre, eine Parlor. Er spielte mit dieser Gitarre auf seiner gesamten Tour von 2013 bis 2016. Es ist die Lieblingsgitarre, weil er sie auch nach 2016 auf vielen Konzerten gespielt hat und die gesamten Alben von 'Moonbeams Rise as Quavers' und 'That's Why I Play the Guitar (A Fingerstyle Tribute to Gary Moore)' aufgenommen hat.
Das zweite Modell ist eine 12-saitige Gitarre, ebenfalls eine Parlor, die trotz ihres eher kleinen Korpus im Gesamtvolumen sehr kraftvoll klingt und die Bässe brillieren lässt. Wenn man sie mit Plektrum spielt und lautstarke Strummings zerzeugt, erklingt ein tragfähiger Klang-Teppich. Gerade die beiden unisono gedoppelten oberen Saitenpaare, e-e und h-h, profitieren von dieser Sonorität.
Das jüngste Modell ist eine 15-saitige Gitarre, genannt Semi-Fretless-Nylonstring-Uke-Guitar. Eine Doppelhals-Konstruktion mit einem Semi-Fretless-Klassikgitarrenhals und einem Fretless-Ukulelenhals. Das wären in der Summe zehn Saiten. Die D-Saite der Klassikgitarre ist unisono gedoppelt, die Uke-Saiten wurden ebenfalls doppelchörig ausgeführt, die tiefen Saiten in Oktaven, die oberen unisono – in Summe also 15 Saiten. Die Nylongitarrenbesaitung verbleibt bei Attila Vural meist im Standard-Tuning, ab und an auch in Drop-D, die Ukulele ist auf G-D-G-A gestimmt. Eine Inspiration für diese Konstruktion war eine Semi-Fretless-Klassikgitarre von Christian Stoll. Weitere Einflüsse holte man sich von einer bundlosen elfsaitigen Godin Glissentar.

## Diskografie

### Solo-Alben
- 2004: A Handful of Thoughts (vergriffen)
- 2007: Painting a Reverie (vergriffen)
- 2009: Some Place of Sounding (vergriffen)
- 2010: The Last Laugh
- 2012: Something Plays Like a Child
- 2014: According Outside My Room
- 2015: Moonbeams Rise as Quavers
- 2016: Another Strumming In The Blue
- 2016: With Dom at the Meeting Point - A Tribute to Dominic Miller
- 2017: the Tenth Hour of Delight
- 2018: Encounters at the Riviera
- 2019: Harmonized but Different
- 2020: the Rhythm's Deep Whisper
- 2020: That's why i play the guitar - A fingerstyle-tribute to Gary Moore
- 2021: Introducing my blueline
- 2022: Back to Moore - Another solo acoustic guitar tribute to Gary Moore
- 2022: Sonorous in One Quiet Night
- 2023: the Real Live Wires Are Talking

### DVD
- 2013: Not Without my Guitar

### Projekte
- 1997: 2-Night (mit Saf-Inütill)
- 2012: It Might As Be Well a Movie (mit Isam Shéhade)
- 2019: Selection of Dotted Quarter Notes (mit Isam Shéhade)
- 2022: Roll a Dice (Simone & Attila)